# Вівсянка-інка велика

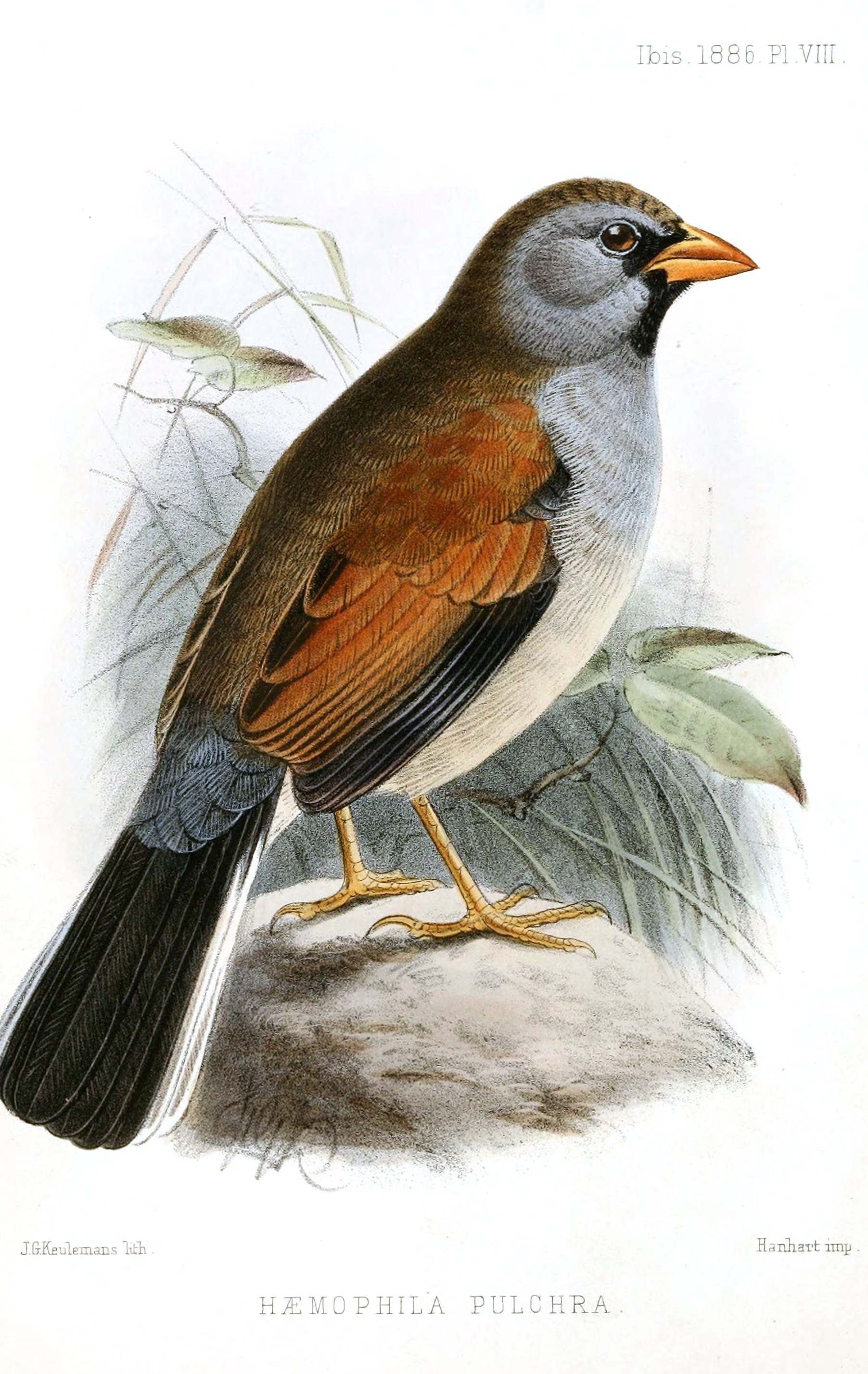
Велика вівсянка-інка

Вівсянка-інка велика (Incaspiza pulchra) — вид горобцеподібних птахів родини саякових (Thraupidae). Ендемік Перу.

## Опис
Довжина птаха становить 16,5 см, вага 25,5-32 г. Верхня частина тіла переважно коричнева, нижня частина тіла сіра. Голова сіра, потилиця і шия коричневі, на обличчі чорна "маска", підборіддя і горло чорні, гузка білувата. Крила рудувато-коричневі, хвіст чорний, крайні стернові пера білі. Дзьоб і лапи жовтувато-оранжеві.

## Поширення і екологія
Великі вівсянки-інки мешкають на західних схилах Анд на заході Перу, від Анкаша до Ліми. Вони живуть в сухих високогірних чагарникових заростях та серед скель. Зустрічаються на висоті від 1000 до 2700 м над рівнем моря. Живляться насінням, плодами мелокактусів і комахами.